# Зарека (Львовская область)
Зарека (укр. Заріка) — село в Великомостовской городской общине Шептицкого района Львовской области Украины.
Население по переписи 2001 года составляло 440 человек. Почтовый индекс — 80073. Телефонный код — 3257.